# Kolonia Laski
Kolonia Laski (Górki niem. Berge)− nazwa niestandaryzowana, kolonia wsi Laski w województwie dolnośląskim, powiecie ząbkowickim, w gminie Złoty Stok.
Druga nazwa kolonii to Górki, obecnie używana jest częściej przez lokalnych mieszkańców.

## Opis
Kolonia powstała w XIX wieku. Złożony jest z kilku rozproszonych gospodarstw na wschód od wsi. Znajduje się niedaleko drogi krajowej nr 46.

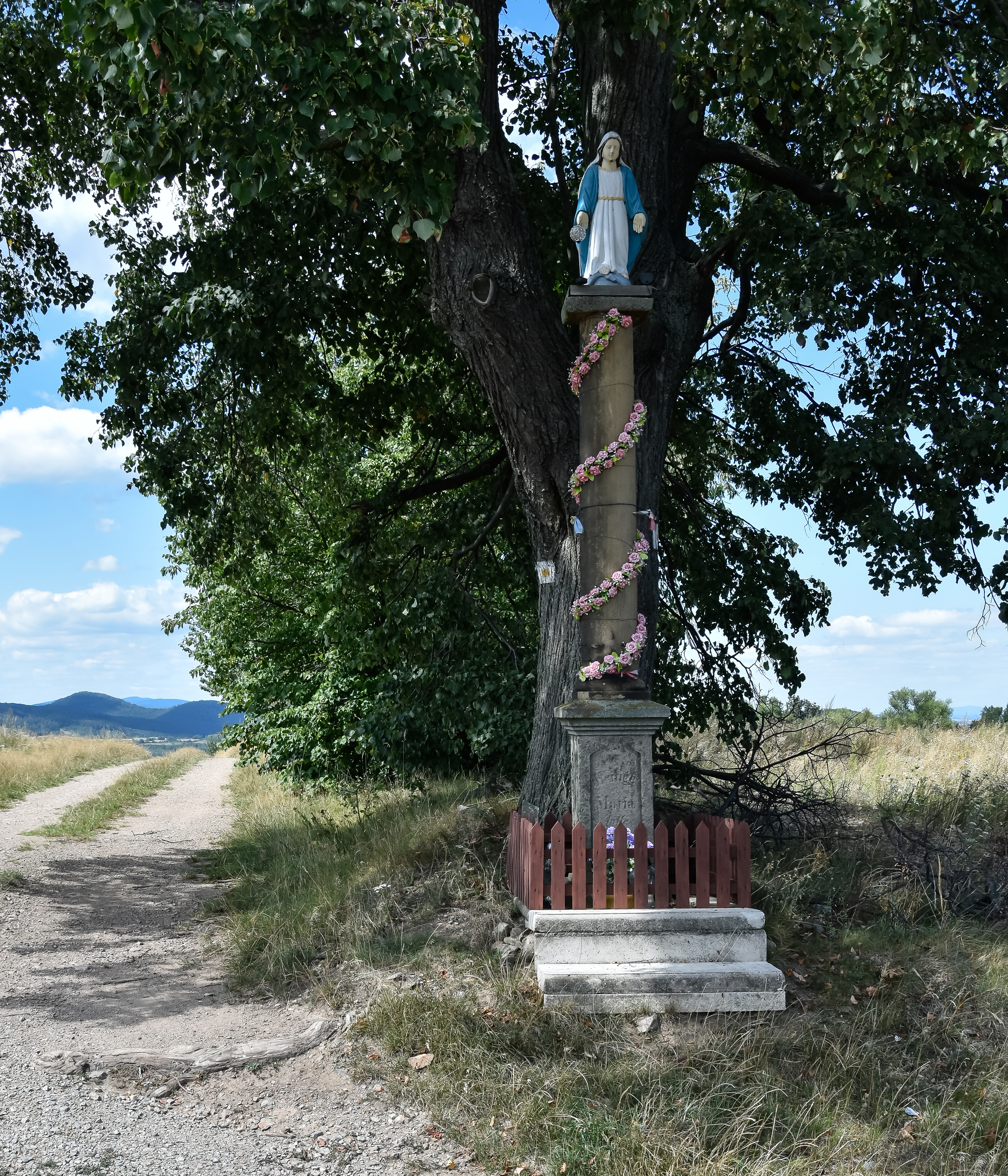
Kolumna maryjna w Kolonii Laski